# Martin Lowe, Fixer
Martin Lowe, Fixer est un film muet américain réalisé par Frank Lloyd et sorti en 1915.

## Fiche technique
- Titre : Martin Lowe, Fixer
- Réalisation : Frank Lloyd
- Scénario : Bennett Cohen
- Production : Carl Laemmle pour Universal Film Manufacturing Company
- Genre : Film dramatique
- Date de sortie : 
  - États-Unis : 11 juillet 1915

## Distribution
- Frank Lloyd : Martin Lowe
- Marc Robbins : Abner Stebbins
- Millard K. Wilson : Harry Matson
- Vera Sisson : Helen Stebbins